# Alberto Castillo (lanceur)
Pour les articles homonymes, voir Alberto Castillo et Castillo.
Alberto Castillo Betancourt, né le 5 juillet 1975 à La Havane (Cuba), est un joueur cubain de baseball qui a évolué en Ligue majeure de baseball comme lanceur de relève gaucher entre 2008 et 2011.

## Biographie
En 1993, Castillo est au Canada avec l'équipe de Cuba qui dispute le Championnat du monde de baseball junior. Il décide de faire défection de son pays natal et déserte ses compatriotes après un match à Windsor en Ontario.
Castillo est drafté en 1994 par les Giants de San Francisco. Il joue en Ligues mineures au sein des organisations des Giants de San Francisco (1994-1997), puis des Yankees de New York (1998), avant de rejoindre des Ligues indépendantes comme Northern League (1999) et l'Atlantic League (2002-2007). Il manque la totalité de la saison 2005 à la suite d'une Opération de type Tommy John au coude droit.
Il signe chez les Orioles de Baltimore le 1er février 2008 puis débute en Ligue majeure le 8 juillet 2008. Il enregistre sa première victoire au plus haut niveau le 25 août 2008 face aux White Sox de Chicago.
Castillo prolonge chez les Orioles en décembre 2010 via un contrat de Ligues mineures. Début février 2011, il joue la Série des Caraïbes avec les Yaquis de Obregón. 
En juin 2011, il est libéré de son contrat par les Orioles et rejoint immédiatement les Diamondbacks de l'Arizona. Il fait 17 sorties en relève avec l'équipe en 2011 et maintient une moyenne de points mérités de 2,31 en 11 manches et deux tiers lancées. Il est crédité de la victoire à sa seule décision. 
Castillo rejoint en décembre 2011 les Dodgers de Los Angeles et est invité à leur entraînement de printemps de 2012. Il est cependant libéré par l'équipe le 18 mars.

## Statistiques
| Saison | Équipe    | G  | GS | CG | SHO | V | D | SV | IP   | SO | ERA   |
| ------ | --------- | -- | -- | -- | --- | - | - | -- | ---- | -- | ----- |
| 2008   | Baltimore | 28 | 0  | 0  | 0   | 0 | 1 | 0  | 26.0 | 23 | 3,81  |
| 2009   | Baltimore | 20 | 0  | 0  | 0   | 0 | 0 | 0  | 12.0 | 8  | 2,25  |
| 2010   | Baltimore | 14 | 0  | 0  | 0   | 1 | 0 | 0  | 10.2 | 11 | 10,13 |
| Totaux | Totaux    | 62 | 0  | 0  | 0   | 1 | 1 | 0  | 48.2 | 42 | 4,81  |

Note : G = Matches joués ; GS = Matches comme lanceur partant ; CG = Matches complets ; SHO = Blanchissages ; 
V = Victoires ; D = Défaites ; SV = Sauvetages ; IP = Manches lancées ; SO = Retraits sur des prises ; ERA = Moyenne de points mérités.